# واگاباند
واگاباند (ژاپنی: バガボンド هپبورن: Bagabondo) یا بی‌خانمان، عنوان مجموعه مانگا ژاپنی است؛ با نقاشی و داستان تاکه‌هیکو اینوئه. در این مانگا، زندگینامه یک شمشیرزن ژاپنی به نام میاموتو موساشی، بر اساس رمان «موساشی» نوشتهٔ ایجی یوشیکاوا به تصویر کشیده شده‌‌است.
بی‌خانمان از سال ۱۹۹۸ توسط ویکلی مورنینگ به چاپ رسید و در ژوئیهٔ ۲۰۱۴، تمام قسمت‌های آن در ۳۷ جلد تانکوبون (مستقل) توسط کودانشا گردآوری و چاپ شده‌است؛ ویز مدیا نیز مجوز انتشار نسخهٔ انگلیسی مانگا را در آمریکای شمالی به دست آورد و تا آوریل ۲۰۱۵ این ۳۷ جلد را منتشر کرده‌است. بی‌خانمان برندهٔ جایزهٔ «بهترین مانگای کودانشا» در سال ۲۰۰۰ و «جایزهٔ فرهنگی اوسامو تزوکا» در سال ۲۰۰۲ است. از این مانگا بیش از ۸۲ میلیون نسخه در جهان به فروش رفته که باعث شده به یکی از پرفروش‌ترین مانگاهای سریالی تبدیل شود.

## داستان
داستان واگاباند در اواخر سدهٔ شانزدهم و دوران سنگوکو می‌گذرد. شینمن تاکزو نوجوانی است که به دلیل رفتار خشن و درسرسازی‌هایش با اهالی روستا مشکل دارد و از طرف آنان طرد می‌شود. در هفده سالگی، همراده دوستش، ماتاهاچی، از دهکده می‌گریزد و به قشون تویوتومی هیده‌یوری می‌پیوندد تا در نبرد سکیگاهارا به مصاف قبیلهٔ توکوگاوا برود. اما قشون تویوتومی شکست سختی می‌خورد و دوران تقریباً سیصدسالهٔ حکمرانی شوگونها آغاز می‌شود. تاکزو و ماتاهاچی از مهلکه جان سالم به در می‌برند و هم قسم می‌شوند که در باقیماندهٔ عمر دست به کارهای بزرگ بزنند و نام خود را جاودان کنند. تاکزو تصمیم می‌گیرد به یک بی‌خانمان تبدیل شود و با پرسه زدن در جهان حریفان قوی را به مبارزه بطلبد، در طرف دیگر انتخاب ماتاهاچی ماندن در کنار زنان بود.

## شخصیت‌های اصلی

### میاموتو موساشی
او شخصیت اصلی داستان است و با نام اصلی‌‌اش، شینمن تاکزو، نیز شناخته می‌شود. هدفش این است که به نیرومندترین فرد «Tsujikaze Kōhei» زیر نور آفتاب تبدیل شود.

### ساساکی کوجیرو
شمشیرزنی ناشوا و رقیب میاموتو که پوسایدون را شکست داد.

### اوتسو
دوست دوران کودکی تاکزو و ماتاهاچی و نیز نامزد سابق ماتاهاچی. او پیشخدمت یاگیو سکیشوسای مونه‌یوشی است.

### هونیدن ماتاهاچی
دوست دوران کودکی موساشی و اوتسو، نامزد سابق اوتسو و همسر سابق اوکو. در هفده سالگی همراه تاکزو روانهٔ جنگ می‌شود اما دست آخر در حین یک مبارزه تاکزو را تنها می‌گذارد. اوتسو را نیز رها می‌کند و با اوکو ازدواج می‌کند. در داستان فردی لاابالی و دائم‌الخمر است اما بعد که می‌بیند تاکزو مدرسهٔ یوشیوکا را به مبارزه می‌طلبد او نیز در پی رؤیای نیرومندتر شدن می‌رود. پس از اینکه به‌طور تصادفی گواهی شمشیرزنی ساساکی کوجیرو را به دست می‌آورد، مدتی تحت نام جعلی کوجیرو زندگی را سپری می‌کند.

### تاکوآن سوهو
راهبی است از فرقهٔ ذن بودا. سخنانش راستین و گزنده است.

### جوتارو
نخستین شاگرد موساشی است. اولین بار در جلد چهارم و زمانی ظاهر می‌شود که موساشیِ زخمی پس از نبرد با یوشیوکا در میخانه‌ای اقامت می‌گزیند. کودکی یتیم و مهربان و بااشتیاق است اما بعد از فرار خجالت‌آور موساشی در برابر اینشون، مدتی استادش را ترک می‌کند.
واگاباند به‌طور کامل تحت نام «بی‌خانمان» به فارسی ترجمه شده‌ است.

## تولید
تاکه‌هیکو اینوئه زمانی «بی‌خانمان» را شروع کرد که «موساشی» نوشتهٔ یوشیکاوا را خواند و به این فکر کرد که شخصیت اصلی داستان چگونه آدمی می‌تواند باشد. او که تازه از مانگایی ورزشی فارغ شده بود به فکر طراحی مانگایی بود که به مفاهیم بنیادی‌تر، مثل «مرگ و زندگی و وضع بشر و غیره»، بپردازد. اینوئه به جای اینکه از موساشی بزرگسال شروع کند —موساشی‌ای که به «شناخت» رسیده، موساشی‌ای که بیشتر به او پرداخته شده— به آن قسمت از دوران زندگی وی توجه کرد که کمتر شناخته شده: «مردی جوان که به دنبال شناخت است و وضع فعلی‌اش شبیه وضع حیوان است». در سال ۲۰۰۹ گفت که فقط به یک دلیل می‌تواند هر هفته طراحی مانگا را تمام کند: او شخصیت‌ها را می‌کشد و پنج دستیارش پس‌زمینه را طراحی می‌کنند.
در آوریل ۲۰۰۹، به روزنامه نیشیپون شیمبون گفت که حدس می‌زند «بی‌خانمان» در عرض «یک یا دو سال آینده» تمام شود. و گفت که خودش هم نمی‌داند آخر داستان چه خواهد شد اما داستان وارد مراحل پایانی شده‌است. در ژانویهٔ ۲۰۱۰، تأیید کرد که مانگا در این سال تمام می‌شود. اما پس از اینکه به علت بیماری‌اش مدتی مانگا متوقف شد، اعلام کرد که اتمام مانگا به سال ۲۰۱۱ موکول شده‌است. در دسامبر ۲۰۱۰، پوستری در وبسایتش گذاشت و اعلام کرد تا زمانی که برای این داستان «شور و شوق» سابق را پیدا نکند آن را ادامه نخواهد داد.
در مارس ۲۰۱۲، «بی‌خانمان» این بار به صورت ماهانه دوباره در ویکلی مورنینگ ظاهر شد. در فوریهٔ ۲۰۱۴، دوباره متوقف شد و این بار دلیل آن را گرفتاری‌های تحقیقی اینگونه اعلام کردند. تازه در ژانویهٔ ۲۰۱۵ بود که انتشار مانگا دوباره از سر گرفته شد.

## انتشار
«بی‌خانمان» را تاکه‌هیکو اینوئه طراحی کرده و نوشته‌است و داستانش نیز بر اساس رمان «موساشی» نوشتهٔ ایجی یوشیکاوا در سال ۱۹۳۵ است. مانگا به صورت سریالی از سال ۱۹۹۸ در ویکلی مورنینگ منتشر شده‌است. در سال ۲۰۰۱، اینوئه مانگای «رئال» را در ویکلی یانگ جامپ شروع کرد و آن را همزمان با مجموعهٔ تلویزیونی بی‌خانمان ادامه داد. تا ژوئیهٔ ۲۰۱۴، تمام قسمت‌های «بی‌خانمان» در ۳۷ مجلد تانکوبون توسط کودانشا گردآوری شده بود.
ویز مدیا نیز در سال ۲۰۰۲ انتشار مانگا را به زبان انگلیسی در آمریکای شمالی آغاز کرد. در این نسخه، صفحه‌های رنگی روی جلد مانگا نیز دیده می‌شود. از این نسخه نیز در آوریل ۲۰۱۵، ۳۷ جلد به چاپ رسید. در سال ۲۰۰۸، ویز هر سه جلد مانگا را در یک جلد عرضه کرد.
در ۲۳ اکتبر ۲۰۰۶، دو کتابچهٔ طراحی (آرت‌بوک) از مانگا منتشر شد: آب که حاوی طراحی‌های رنگی مانگا و قطعاتی تازه بود؛ و سومی (sumi) که دربردارندهٔ طراحی‌های سیاه و سفید و نیز سیاه‌قلمهای اولیه بود. این دو نسخه را نیز ویز مدیا در ۱۶ سپتامبر ۲۰۰۸ در آمریکای شمالی منتشر کرد.

## استقبال
در جشنواره هنرهای رسانه‌ای ژاپن در سال ۲۰۰۰، «بی‌خانمان» برندهٔ جایزهٔ بزرگ شد. در همان سال، مانگا برندهٔ بیست و چهارمین جایزه مانگای کودانشا ردهٔ مانگاهای عام شد. در سال ۲۰۰۲ نیز برندهٔ جایزه فرهنگی تزوکو اوسامو شد. نسخهٔ آمریکای شمالی نامزدی جایزه آیزنر را برای اینوئه در ردهٔ بهترین نویسنده/طراح به ارمغان آورد. از «بی‌خانمان» ۸۲ میلیون نسخه در جهان به فروش رسیده‌است.